# Єрмачиха (Новосибірська область)
Єрмачиха (рос. Ермачиха) — селище у Тогучинському районі Новосибірської області Російської Федерації.
Входить до складу муніципального утворення міське поселення робітниче селище Горний. Населення становить 79 осіб (2010).

## Історія
Згідно із законом від 2 червня 2004 року органом місцевого самоврядування є міське поселення робітниче селище Горний.

## Населення
| 2002 | 2007 | 2010 |
| ---- | ---- | ---- |
| 28   | ↗62  | ↗79  |